# Valentina Gemetto
Valentina Gemetto (Saluzzo, 4 febbraio 1998) è una mezzofondista italiana.

## Palmarès
| Anno | Manifestazione             | Sede                | Evento         | Risultato | Prestazione | Note  |
| ---- | -------------------------- | ------------------- | -------------- | --------- | ----------- | ----- |
| 2016 | Mondiali corsa in montagna | Sapareva Banya      | Donne juniores | 29ª       | 2'06"78     | [ 1 ] |
| 2016 | Mondiali corsa in montagna | Sapareva Banya      | A squadre      | Bronzo    | 33 pt       |       |
| 2017 | Mondiali di cross          | Kampala             | Donne juniores | 81ª       | 23'34"      |       |
| 2017 | Europei U20                | Grosseto            | 5000 m piani   | 7ª        | 17'25"69    |       |
| 2023 | Europei di cross           | Bruxelles           | Corsa senior   | 25ª       | 36'48"      |       |
| 2024 | Europei                    | Roma                | 10000 m piani  | 21ª       | 33'23"43    |       |
| 2024 | Europei di cross           | Antalya             | Corsa senior   | 39ª       | 27'18"      |       |
| 2024 | Europei di cross           | Antalya             | A squadre      | Oro       | 33 p.       |       |
| 2025 | Europei su strada          | Bruxelles e Lovanio | 10 km          | 9ª        | 31'44"      | [ 2 ] |
| 2025 | Europei su strada          | Bruxelles e Lovanio | A squadre      | Oro       | 1h34'33"    |       |

## Campionati nazionali
2014
- 9ª ai campionati italiani allievi, 3000 m piani - 10'44"28
- 14ª ai campionati italiani allievi, 1500 m piani - 5'03"60

2015
- Oro ai campionati italiani allievi, 3000 m piani - 10'06"36
- Bronzo ai campionati italiani allievi, 1500 m piani - 4'40"04

2016
- 4ª ai campionati italiani juniores, 1500 m piani - 4'33"69

2017
- Argento ai campionati italiani juniores, 5000 m piani - 17'20"26
- 5ª ai campionati italiani juniores, 1500 m piani - 4'30"03

2022
- 6ª ai campionati italiani assoluti indoor (Ancona), 3000 m piani - 9'46"76
- 4ª ai campionati italiani corsa campestre (Trieste), cross corto - 10'15"
- 5ª ai campionati italiani di 10 km su strada (Castelfranco Veneto) - 33'58"

2023
- Bronzo ai campionati italiani assoluti (Molfetta), 5000 m piani - 16'13"10
- 6ª ai campionati italiani assoluti (Molfetta), 1500 m piani - 4'17"48
- 4ª ai campionati italiani assoluti indoor (Ancona), 3000 m piani - 9'22"40
- Bronzo ai campionati italiani di corsa campestre (Gubbio) - 28'21"
- Bronzo ai campionati italiani di 10 km su strada (Pescara) - 32'46"

2024
- 5ª ai campionati italiani assoluti (Potenza), 10000 m piani - 33'46"70
- Oro ai campionati italiani di 10 km su strada - 32'53"

2025
- Bronzo ai campionati italiani assoluti indoor, 3000 m piani - 9'10"06
- Argento ai campionati italiani di corsa campestre - 28'15"

## Altre competizioni internazionali
2019
- 13ª al Campaccio ( San Giorgio su Legnano) - 20'41"

2024
- 6ª alla Cinque Mulini ( San Vittore Olona) - 19'21"
- 7ª alla BOclassic ( Bolzano) - 16'18"